# خاي خاي
خاي خاي هي مدينة، في موزمبيق، تتبع محافظة غزة، وهي عاصمتها، بلغ عدد سكانها 116,343 نسمة.

## المناخ
يظهر الجدول التالي التغييرات المناخية على مدار السنة لخاي خاي:
| البيانات المناخية لـخاي خاي       | البيانات المناخية لـخاي خاي | البيانات المناخية لـخاي خاي | البيانات المناخية لـخاي خاي | البيانات المناخية لـخاي خاي | البيانات المناخية لـخاي خاي | البيانات المناخية لـخاي خاي | البيانات المناخية لـخاي خاي | البيانات المناخية لـخاي خاي | البيانات المناخية لـخاي خاي | البيانات المناخية لـخاي خاي | البيانات المناخية لـخاي خاي | البيانات المناخية لـخاي خاي | البيانات المناخية لـخاي خاي |
| الشهر                             | يناير                       | فبراير                      | مارس                        | أبريل                       | مايو                        | يونيو                       | يوليو                       | أغسطس                       | سبتمبر                      | أكتوبر                      | نوفمبر                      | ديسمبر                      | المعدل السنوي               |
| --------------------------------- | --------------------------- | --------------------------- | --------------------------- | --------------------------- | --------------------------- | --------------------------- | --------------------------- | --------------------------- | --------------------------- | --------------------------- | --------------------------- | --------------------------- | --------------------------- |
| متوسط درجة الحرارة الكبرى °م (°ف) | 31.2 (88.2)                 | 30.9 (87.6)                 | 30.2 (86.4)                 | 28.9 (84.0)                 | 27 (81)                     | 25 (77)                     | 24.9 (76.8)                 | 26.3 (79.3)                 | 27.7 (81.9)                 | 29.1 (84.4)                 | 30 (86)                     | 30.9 (87.6)                 | 28.5 (83.4)                 |
| المتوسط اليومي °م (°ف)            | 26.5 (79.7)                 | 26.4 (79.5)                 | 25.6 (78.1)                 | 23.6 (74.5)                 | 21.2 (70.2)                 | 18.8 (65.8)                 | 18.5 (65.3)                 | 20.0 (68.0)                 | 21.7 (71.1)                 | 23.4 (74.1)                 | 24.7 (76.5)                 | 25.9 (78.6)                 | 23.0 (73.5)                 |
| متوسط درجة الحرارة الصغرى °م (°ف) | 21.7 (71.1)                 | 21.9 (71.4)                 | 20.9 (69.6)                 | 18.4 (65.1)                 | 15.3 (59.5)                 | 12.6 (54.7)                 | 12.1 (53.8)                 | 13.6 (56.5)                 | 15.7 (60.3)                 | 17.6 (63.7)                 | 19.4 (66.9)                 | 20.8 (69.4)                 | 17.5 (63.5)                 |
| الهطول مم (إنش)                   | 134.7 (5.30)                | 131.9 (5.19)                | 104.5 (4.11)                | 99.0 (3.90)                 | 89.0 (3.50)                 | 63.9 (2.52)                 | 49.6 (1.95)                 | 32.8 (1.29)                 | 33.6 (1.32)                 | 66.3 (2.61)                 | 71.6 (2.82)                 | 123.2 (4.85)                | 1٬000٫1 (39.36)             |
| المصدر: World Climate             |                             |                             |                             |                             |                             |                             |                             |                             |                             |                             |                             |                             |                             |

## معرض صور

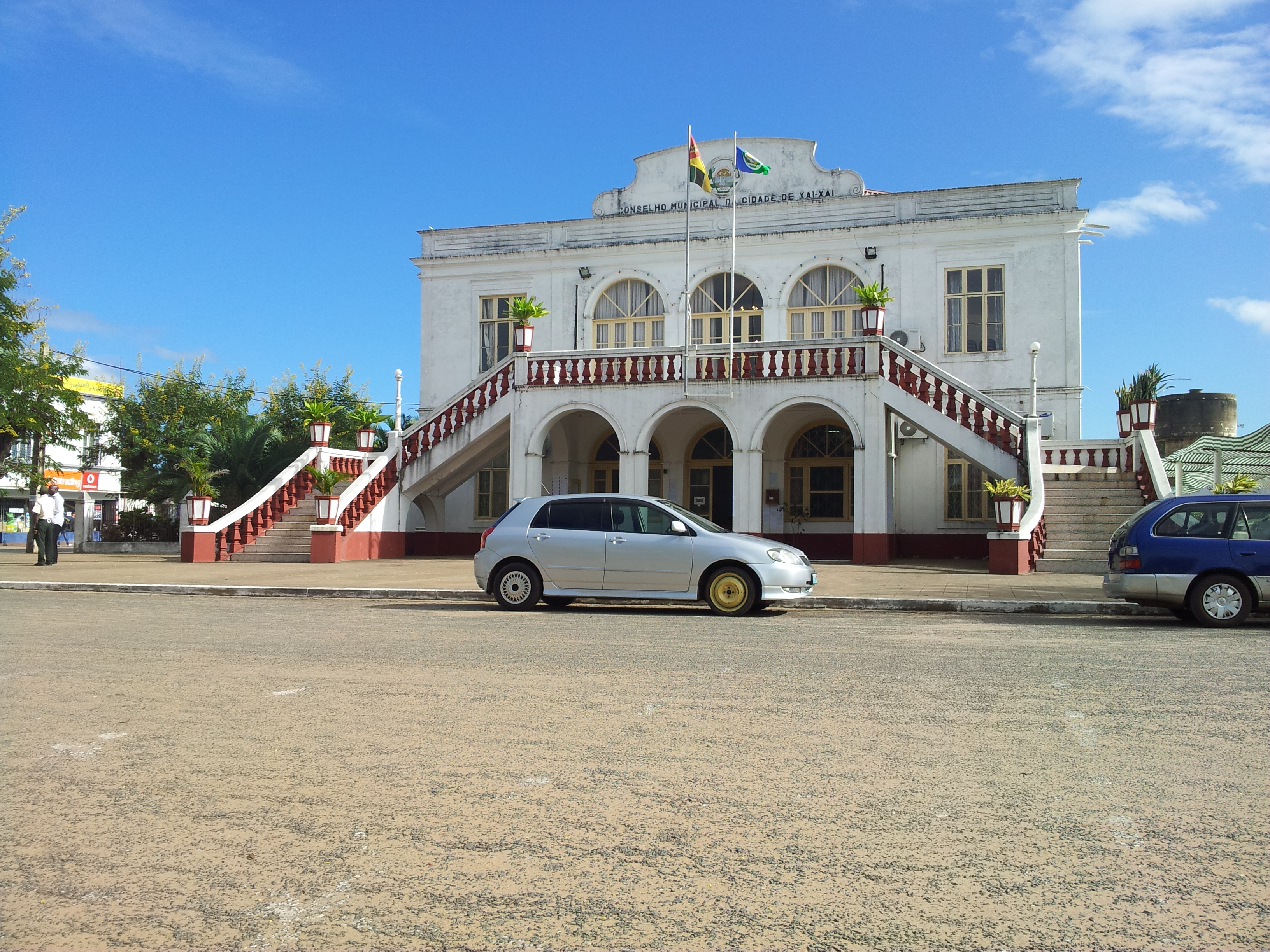
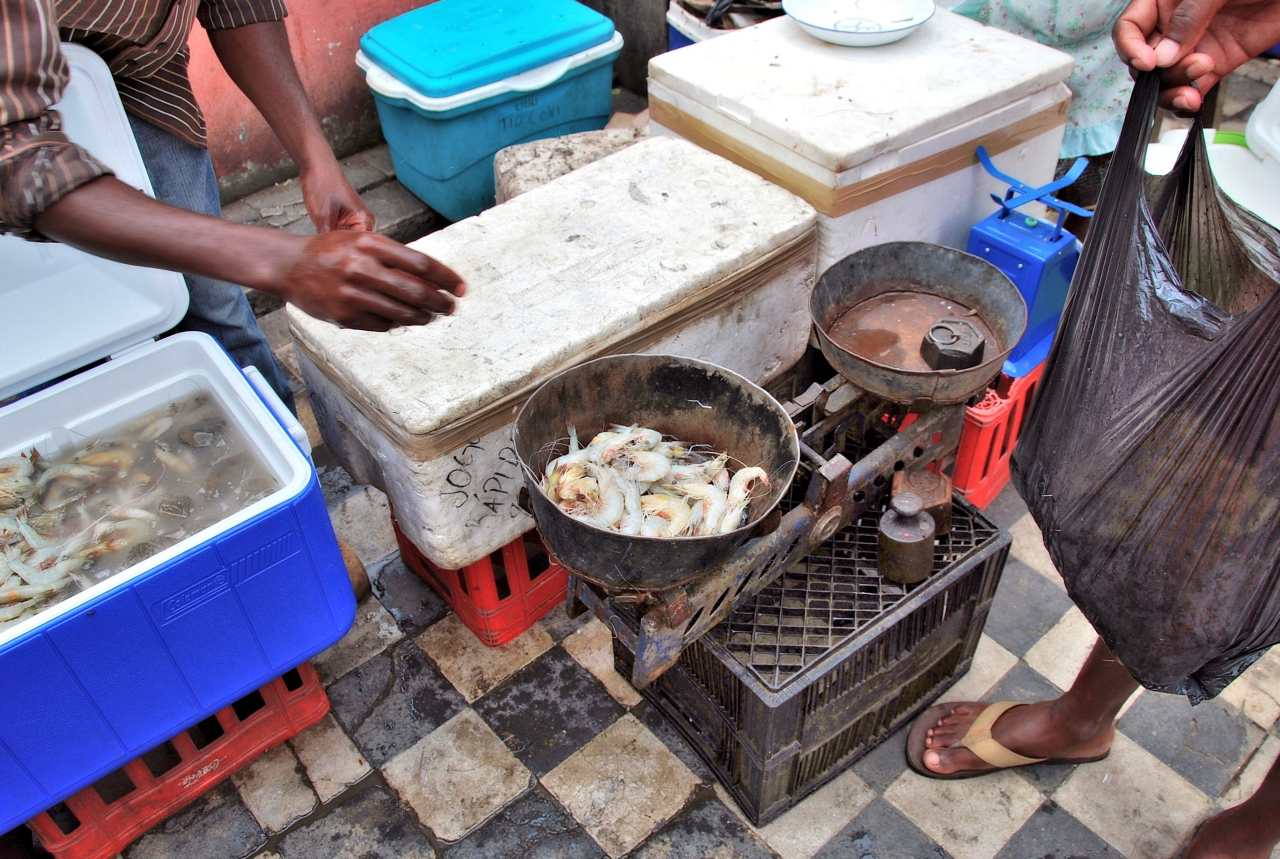
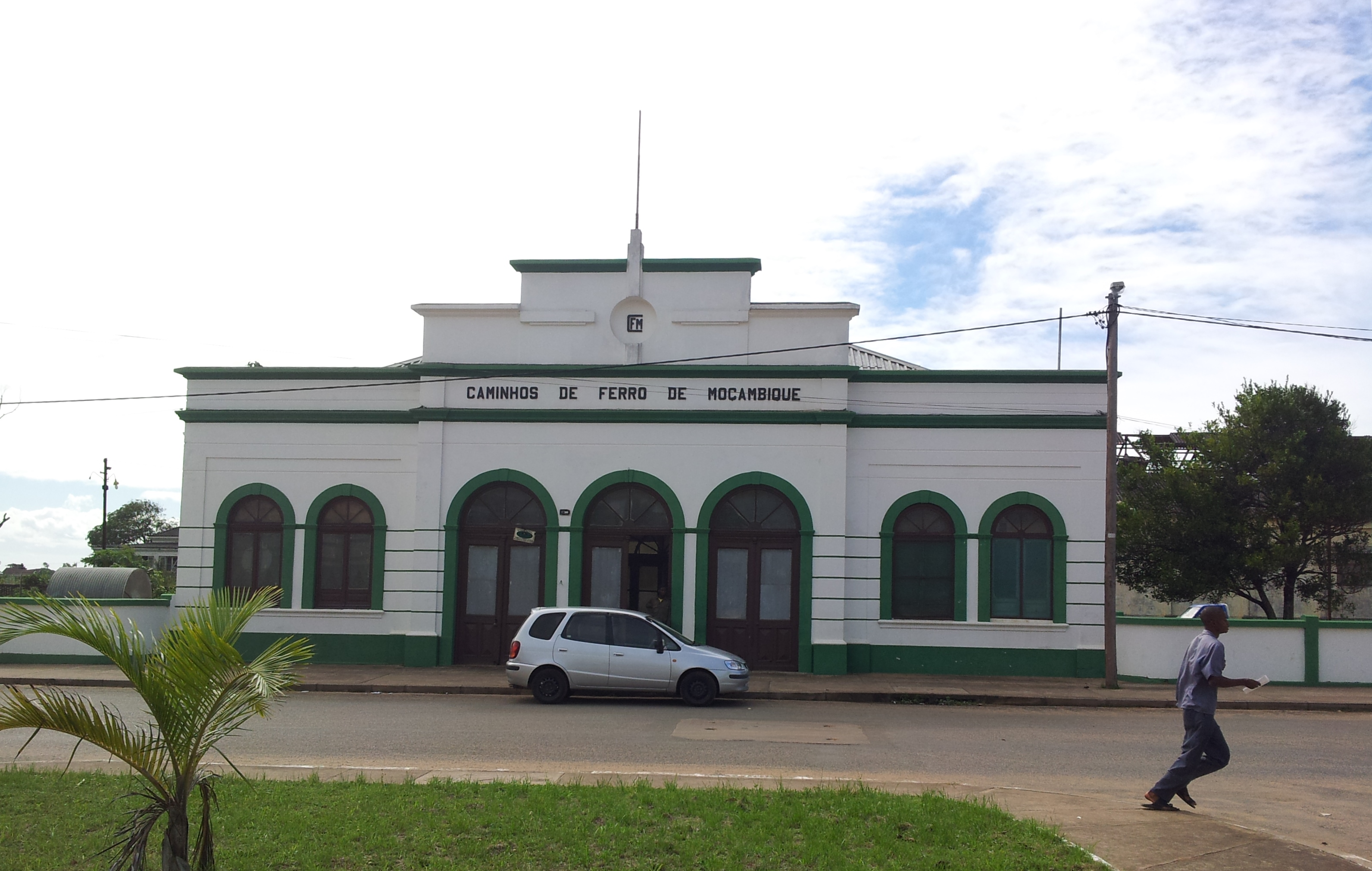

## مدن توأم
المدن التوأم:
- كاشكايش.

## أعلام
- مانو مينيزيس
- خورخي أمارال